# 충북테크노파크
충북테크노파크는 충북에 위치한 테크노파크이다. 충청북도 청주시 청원구 오창읍 연구단지로 40에 위치하고 있다.